# Elnaz Mohammadi
Elnaz Mohammadi (persa: الناز محمدی; nascuda el 9 de maig de 1987 a Teheran) és una periodista iraniana i exsecretària del grup social del diari Ham-Mihan. Ella i la seva germana bessona Elaheh Mohammadi van ser detingudes per l'Exèrcit dels Guàrdies de la Revolució Islàmica durant les protestes de Mahsà Aminí.

## Detencions
Mohammadi va ser arrestada el 5 de febrer de 2023 després de rebre una citació i va comparèixer al jutjat de la presó d'Evin. Va ser alliberada sota fiança uns dies després, l'11 de febrer de 2023.
El setembre de 2023, va ser absolta per la Secció 26 del Tribunal Revolucionari de Teheran de l'acusació de cooperació amb països estrangers hostils per la manca de proves i evidències. Segons el mateix veredicte, va ser condemnada a tres anys de presó acusada de conspiració i connivència, una quarantena part dels quals s'ha d'executar i la resta amb suspensió de cinc anys.
El 28 d'octubre de 2023, Mohammadi va començar l'execució de la seva condemna suspesa, juntament amb les sancions addicionals que s'havien imposat. Va anunciar més tard al desembre del mateix any que es va veure obligada a dimitir com a secretària del grup social del diari Ham-Mihan.